# انحناءات رئيسية
االانحناءين الرئيسيين (Principal curvature) لسطح س في الفضاء الإقليدي يشيران إلى الحد الأقصى والحد الأدنى لانحناء س في نقطة منه.
يتم الحصول على الانحناء الغاوسي كمتوسط حسابي للانحناءين الرئيسيين.

انحناءات رئيسية لسطح هندسي

## انحناء الخط
لنفترض انك تقود السيارة على طريق تتناوب بين اجزاء مستقيمة ومنحنية. وعندما تكون الطريقة مستقيمة، ليس هناك الحاجة إلى توجيه عجلة القيادة. في هذه الحالة يكون الانحناء صفرًا.
وعندما تواجه انحناء طفيف: فعليك توجيه السيارة قليلا. وعندما يصبح الانحناء كبيرا: يجب توجيه عجلة القيادة كثيرا.
وهذا يعني انه كلما ابتعدت السيارة عن المسار المستقيم، فهي تبتعد عن مماس الطريق.
إذا فكرنا بخط منحني ينتمي لسطح مستوي، فإن الانحناء هو مقياس مدى انحرافه عن المماس. علاوة على ذلك، فإننا ندرك على الفور أنها خاصية محلية وليست عامة. بعبارة أخرى، من المنطقي تحديد الانحناء في نقطة ما من المنحنى، ولكن لا يعني شيئا الحديث عن «انحناء منحنى عام».
الخط المستقيم، ليس له أي انحناء.
انحناء الدائرة ثابت في جميع نقاطها وهو k = 1 / r (حيث r يشير إلى نصف القطر).
```
وبالتالي كلما زاد نصف القطر، كلما قل الانحناء نسبيا؛ علاوة على ذلك، إذا اعتبرنا الخط المستقيم دائرة بنصف قطر لانهائي، نجد أن انحناءه يساوي صفرًا.
[
2
]
```

## دائرة اللثام
لقياس الانحناء k ، نأخذ في الاعتبار نقطتين A و B لتحديد جزء من المنحنى ونقطة ثالثة P بينهما. إذا قمنا برسم الدائرة التي تمر بتلك النقاط، فهي تلثم المنحنى كلما اقتربا A و B من P,
واذا كان نصف القطر معلوم فيمكن استخدام الصيغة k = 1 / R كما رأينا سابقًا.
من السهل العثور على هذه دائرة اللثام أو التقبيل (osculating circle) كما سماها لايبنيز، أي الدائرة التي تقبل المنحنى في تلك النقطة.

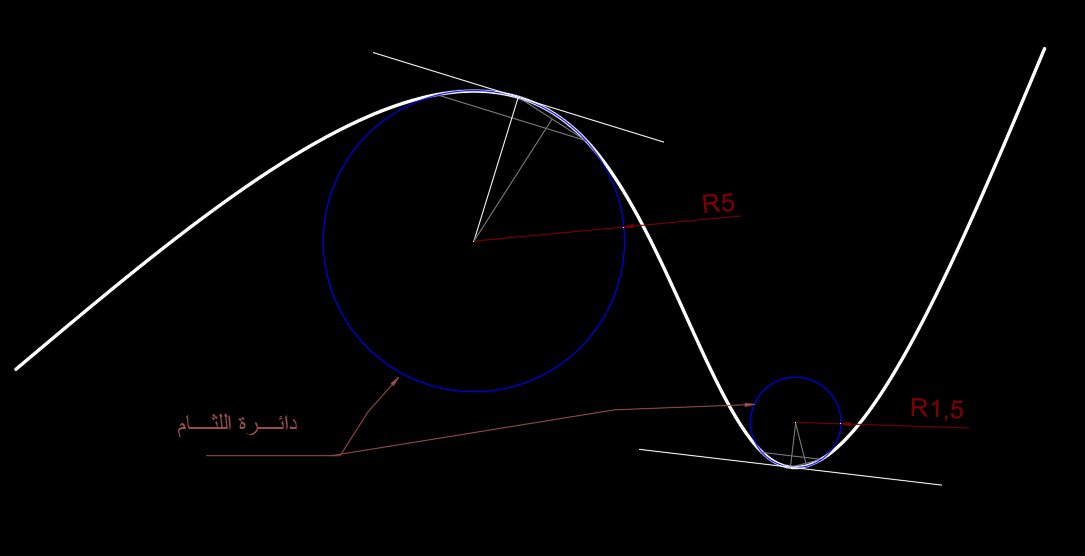
دائرة اللثام او التقبيل

## انحناء السطح
ننتقل الآن إلى دراسة انحناء سطح منتظم. يُطلق على الانحناء الغاوسي، تكريماً لعالم الرياضيات العظيم غاوس 
لإيجاد انحناء سطح منحني عند نقطة P, نحتاج إلى إنشاء خط عمودي على السطح عند تلك النقطة. جميع المستويات التي تمر بذلك الخط تقطع السطح وفقا لمنحنيات، وبالتالي هناك الكثير من دوائر اللثام التي تقبل القطاعات عند تلك النقطة.
تنص نظرية أويلر على أن المستويات التي تحدد الانحناء الأقصى والأدنى (الانحناءات الرئيسية) تنتمي إلى مستويين متعامدين،
وحدد غاوس الانحناء (الغاوسي) للسطح باعتباره ناتج ضرب الانحناءات الرئيسية.
تسمى الأسطح ذات الانحناء المتوسط الصفري بالأسطح الدنيا (minimal surfaces)، والتي تظهر في الطبيعة على سبيل المثال عن طريق غمر إطار معدني ذي شكل عشوائي في الماء والصابون.

### أنواع الانحناء الثلاثة
وفقا لعلامة ناتج ضرب الانحناءين الرئيسيين موجبًا أو سالبًا، أي اعتمادًا على ما إذا كانت الدائرتان اللثميتان تقعان على نفس الجانب بالنسبة للسطح، أو على الجانبين المتقابلين، نحصل على ثلاثة أنواع.